# Státní archiv Bosny a Hercegoviny

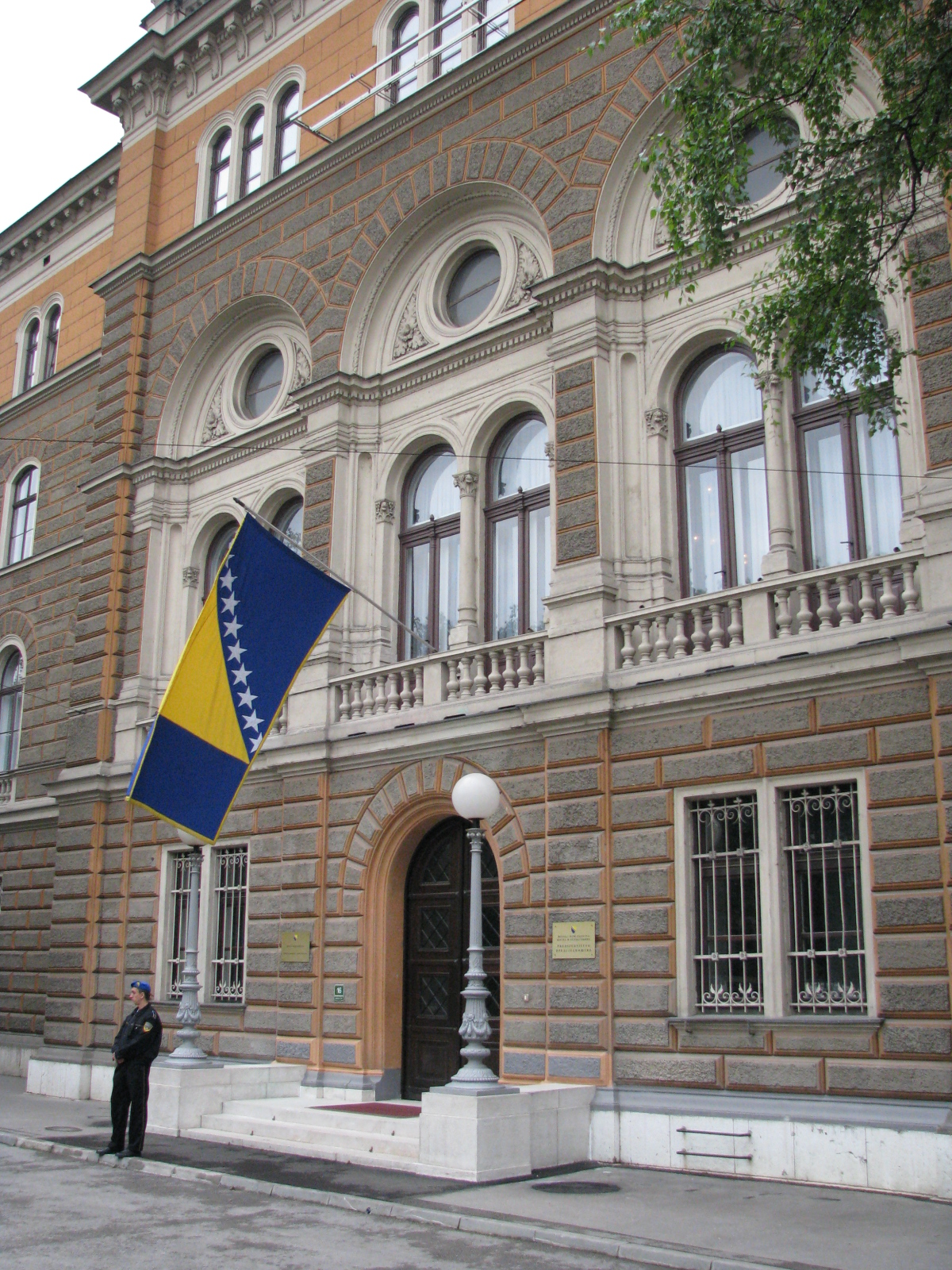
Budova Předsednictva BiH, kde sídlí i uvedený archiv

Státní archiv Bosny a Hercegoviny (baškirsky Državni arhiv Bosne i Hercegovine) je státní organizací, které se věnuje shromažďování archivních materiálů na území Bosny a Hercegoviny. Nachází se v centru Sarajeva.
Archiv byl založen z rozhodnutí republikové vlády Bosny a Hercegoviny ze dne 12. prosince 1947. Tím byl vytvořen rámec pro další formování a především fungování archivních organizací a podobných institucí. Příslušný zákon k této oblasti byl na republikové úrovni schválen v roce 1962. Do té doby byly ustanoveny archivy i na úrovni jednotlivých měst, a to: v Sarajevu (1948), dále v Banja Luce, Mostaru, Doboji a Travniku. Archiv schraňuje materiály z období rakousko-uherské správy Bosny a Hercegoviny.
Během nepokojů v roce 2014 byl archiv, který sídlí v budově Předsednictva BiH, vypálen a zničena řada hodnotných materiálů.